# Юровка (Киево-Святошинский район)
Юровка (укр. Юрівка) — село, входит в Киево-Святошинский район Киевской области Украины.
Население по переписи 2001 года составляло 922 человека. Почтовый индекс — 08170. Телефонный код — 4598. Занимает площадь 0,295 км².

## История
Ученым Института археологии НАН Украины А. В. Серовым в 1983 году в Юровке обнаружена достопримечательность — поселение эпохи бронзы и Киевской Руси (позднезарубинецкие поселения). Поселение находится в урочище между правым берегом ручья Юровка, впадающего в реку Виту (ныне Сиверка) по бывшему Запольскому пути, что когда-то проходил через Турову долину. Рядом, на территории села над Туровой долиной стоял Юровский кафедральный монастырь, возведенный епископом летописного города Юрьева Марином (ныне город Белая Церковь). Деятельность епископа Марина началась с лета 1095. Русская летопись утверждает о набегах половецких полчищ на Русь. Граждане Юрьева не выдержали напора половцев, оставили исторический Юрьев и с согласия князя построили новый форпост на Витськом холме, где сейчас раскинулось село Юровка.
1471 году было образовано Киевское воеводство. Литовский князь передал земли села Юровки с Витськой плотиной в собственность Богдану Степановичу Дублинскому. В 1550 году Богдан Дублинский продает Юровку с Витською плотиной Семену Мелошковичу, а он в 1563 году право собственности на Витскую плотину, рыбный пруд, мельницу, имение почтовой станции «Вита» и Юровку Мелошковичем передано в собственность Киево-Михайловскому монастырю. О деятельности Юровского монастыря свидетельствуют архивные документы. Монастырь в XV веке имел значительное хозяйство и в 1598 году был ограблен шляхтой. Судебный иск к господину Обуховскому Павлу Игнатиевичу Митвид-Дорогостайскому оценены в 5000 польских злотых. Он присвоил 24 ездовые монастырские лошади, 320 плужных волов, 20 дойных коров, 20 телят, 15 овец, 60 свиней, 40 гусей и 80 кур. Кроме того, он вымазал в грязи 300 коп ржи, 200 пшеницы, 250 овса, 150 гречихи, 100 ячменя, 40 мер намолоченной ржи и жернова мельницы. Уничтожение монастырской собственности шляхтой имело политический мотив. Ее усилия окатоличить православных церковнослужителей и украинское население не всегда осуществлялись мирным путем. Непокорных уничтожали разными методами. Властный магнат нанес потерь непокорным монахам и юровским прихожанам, лишая их пользоваться и мельницей, и тягловой силой, и продуктами питания. Помещения монастыря просуществовало до казачества и было уничтожено в 1659 году московским воеводой Шереметевым. По его приказу холм, на котором стояла монастырская церковь, был подкопан. Холм откололся и осунулся в русло реки Юровки с церковью и невольниками. На Северо-Востоке склона холма до сих пор остались следы обвала. Этот обвал видно на рисунке Пьера Деля Флиза, который его нарисовал в середине XIV века. В 1830 году в торфяной плотве были найдены некоторые церковные предметы: железный крест высотой 23/4 аршина, (около 2,5 метра), который стоял на главной церковной бане, также большие медные церковные подсвечники и массивные железные петли и крюки от церковных двери. Они были вымыты руслом реки Юровки.
В середине XIX века юровские прихожане стали относиться к Воздвиженской церкви, в 1720 году была построена на левом берегу ручья Кривки в селе Кривковщини (ныне Крюковщина), но в 1792 году в Юровке была построена новая церковь Рождества Богородицы на юго-востоке села, где сейчас кладбище. До прихода были зачислены 377 прихожан.
1602 — по делу судебные тяжбы (декрет Люблинского трибунала от 22 июня 1602) половецких князей Рожиновського в Киево-Михайловского монастыря на право сбора пошлины на Витской плотине. 1699 — Гетман Мазепа подтвердил универсалом владение Витськой плотиной за Киевским Златоверхим Михайловским монастырем. 1797 — село Юровка входит в состав Глевахской волости. 1834 — восьмая ревизия Российской империи зафиксировала в селе Юровке 35 дворов с населением 281 человек. 1841 — перепись мужчин в селе Юровке зафиксировала 139 казённых и 6 (казаков) вольных людей, в имениях проживающих. 1847 — Военное ведомство расселило в селе Юровка больных «Киевских батальона военных кантонистов». 1850 — девятая ревизия Российской империи в с. Юровке обнаружила 52 двора, в которых проживали 294 человека. В 1860 году Юровка исследована краеведом Л. И. Похилевичем «Поля окружающие многообразно качества. Есть поля с местным черноземом и сыпучим песком. Растущий за рекой Витой лес, опустошенный окружающими жителями, теперь восстановился, благодаря его охране. В давние времена, по словам жителей, в селе Юровке была своя церковь, которая была разорена во время разрушений. Ходит между жителей легенда, что неподалёку древней Юрвськои церкви, где зарыты в земле церковные колокола и другие церковные сокровища, священные сосуды по цене на много тысяч рублей.
16 февраля 1919 года в село Юрьевка вошли красные части и установили советскую власть. 1922 — прошли первые выборы в Юровский сельский совет, в состав которой входила Почтовая Вета. В начале 1931 — основан колхоз «Путь к коммунизму», который просуществовал до 1958 года. Председателем колхоза в течение 20 лет был Лупеха Роман Макеевич. За 1932—1933 годы в «Книгу памяти» села Юровка занесено 67 жертв голодомора. 1934 — уничтожен шедевр мировой архитектуры Михайловский Златоверхий монастырь, к которому принадлежала Юровка до 1786 года. 4 апреля 1937 Юровский сельсовет постановлением Президиума ЦИК УССР «О создании административных районов на территории пригородных зон» вошел в Киевский (Святошинский) район. 1937 год — разрушена церковь Рождества Богородицы, которая находилась на территории юровского кладбища. 4 января 1965 село Юрьевка Указом Президиума ВС РСФСР «О внесении изменений административных районов Украинской ССР», было включено в состав Вито-Почтового сельского совета. 1958 год — объединены колхозы «Путь к коммунизму» села Юровки, «Новая жизнь» села Виты Почтовой и «Победа» села Тарасовка в единый колхоз «Украина». В селе Юровка действовало отделение с фермой молодняка скота. 1963 — решением общего собрания колхозников, колхоз «Украина» был переименован в совхоз «Тарасовский». 1997 год — реформировано совхоз «Тарасовский» в КСП. 19 июня 2010 в селе Юровка открыт для туристов ДОТ №204 Киевского укрепленного района. Он стал частью музейного комплекса «Оборона Киева, Киевский Укрепленный Район — Пояс Славы».
Исследование В.Проценко

## Местный совет
08170, Київська обл., Києво-Святошинський р-н, с. Віта Поштова, вул. Боярська, 4, тел. 32-6-88; 251-07-06 (укр.)

## Галерея

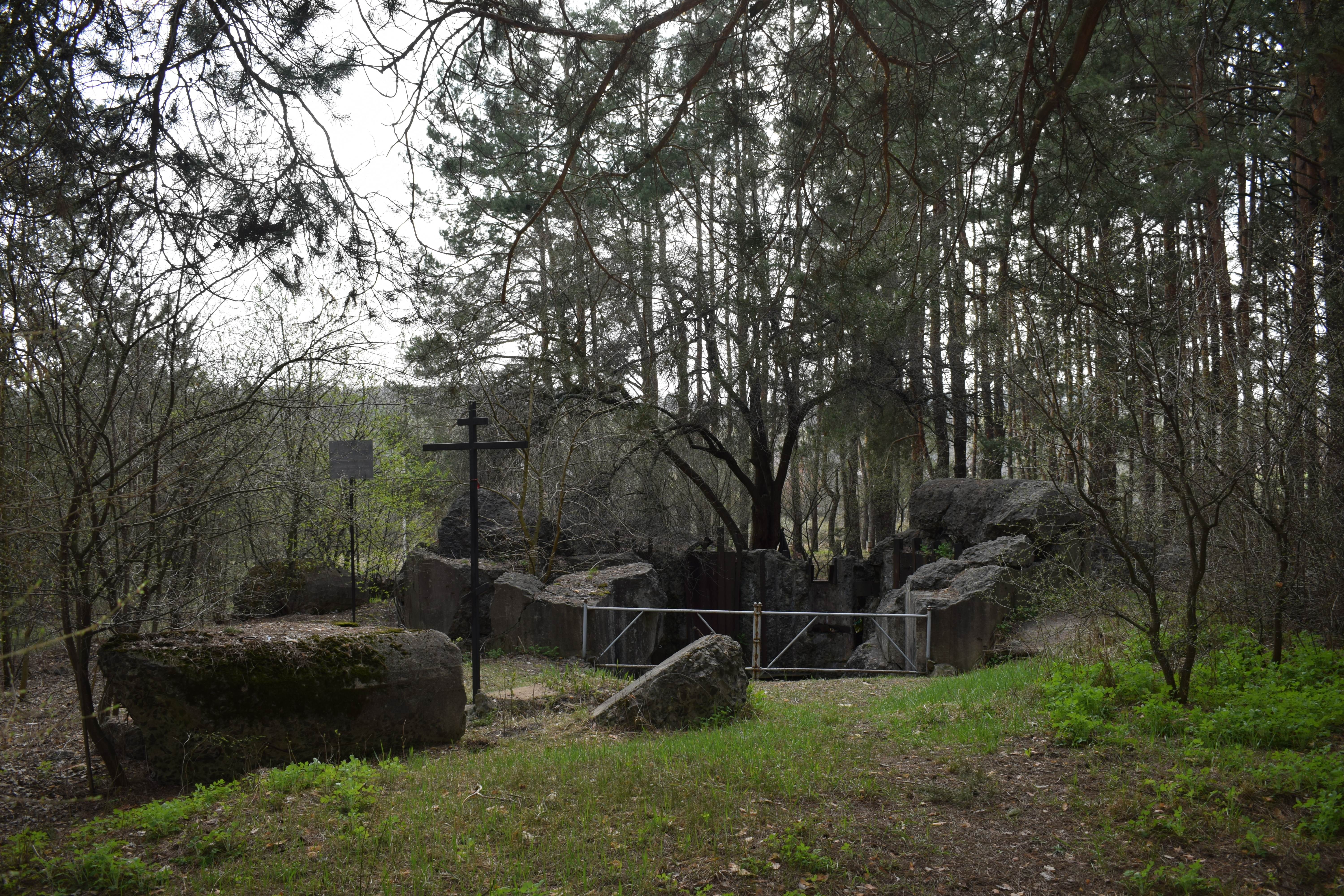
ДОТ № 202
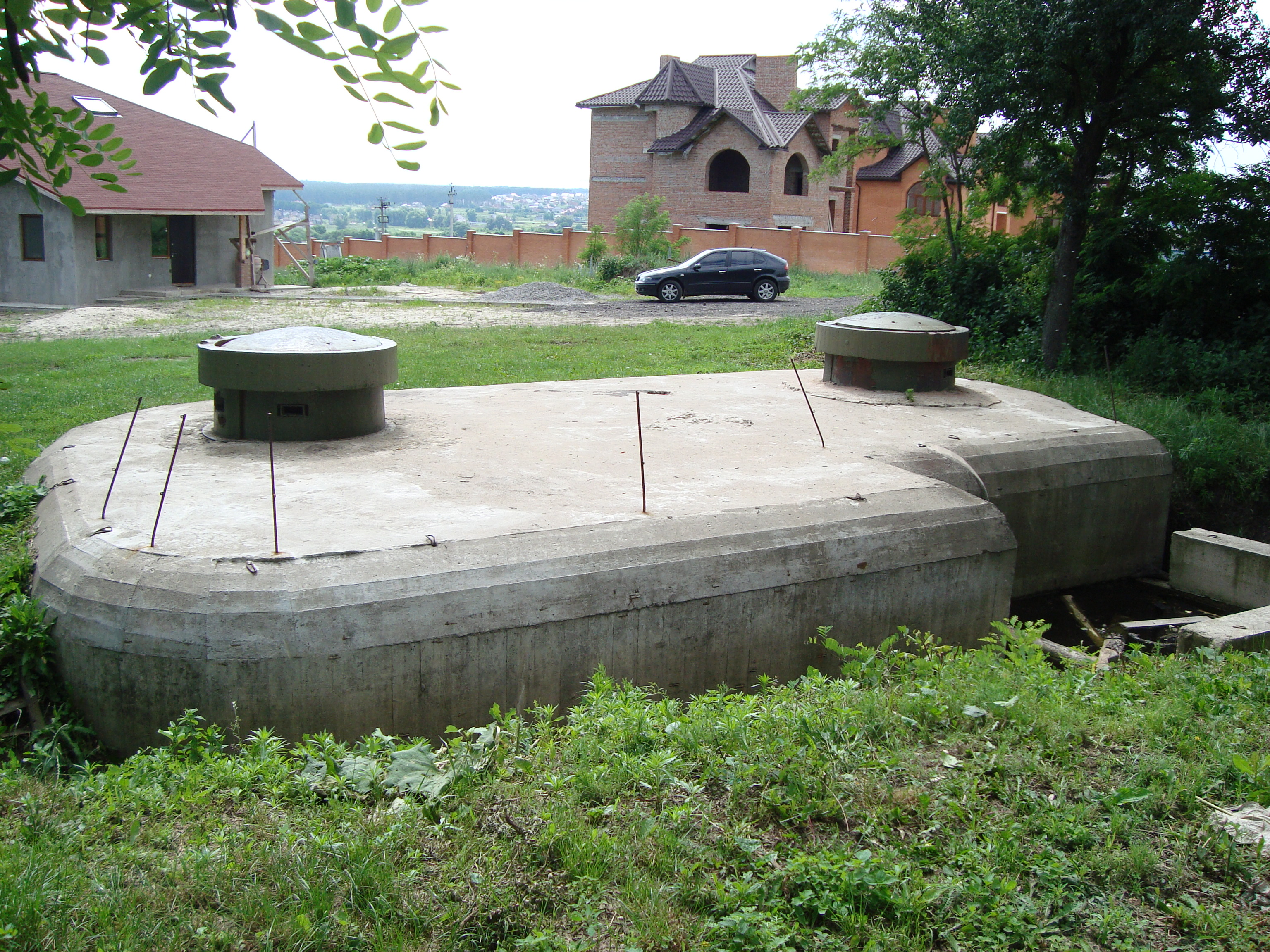
Артиллерийский наблюдательный пункт №204
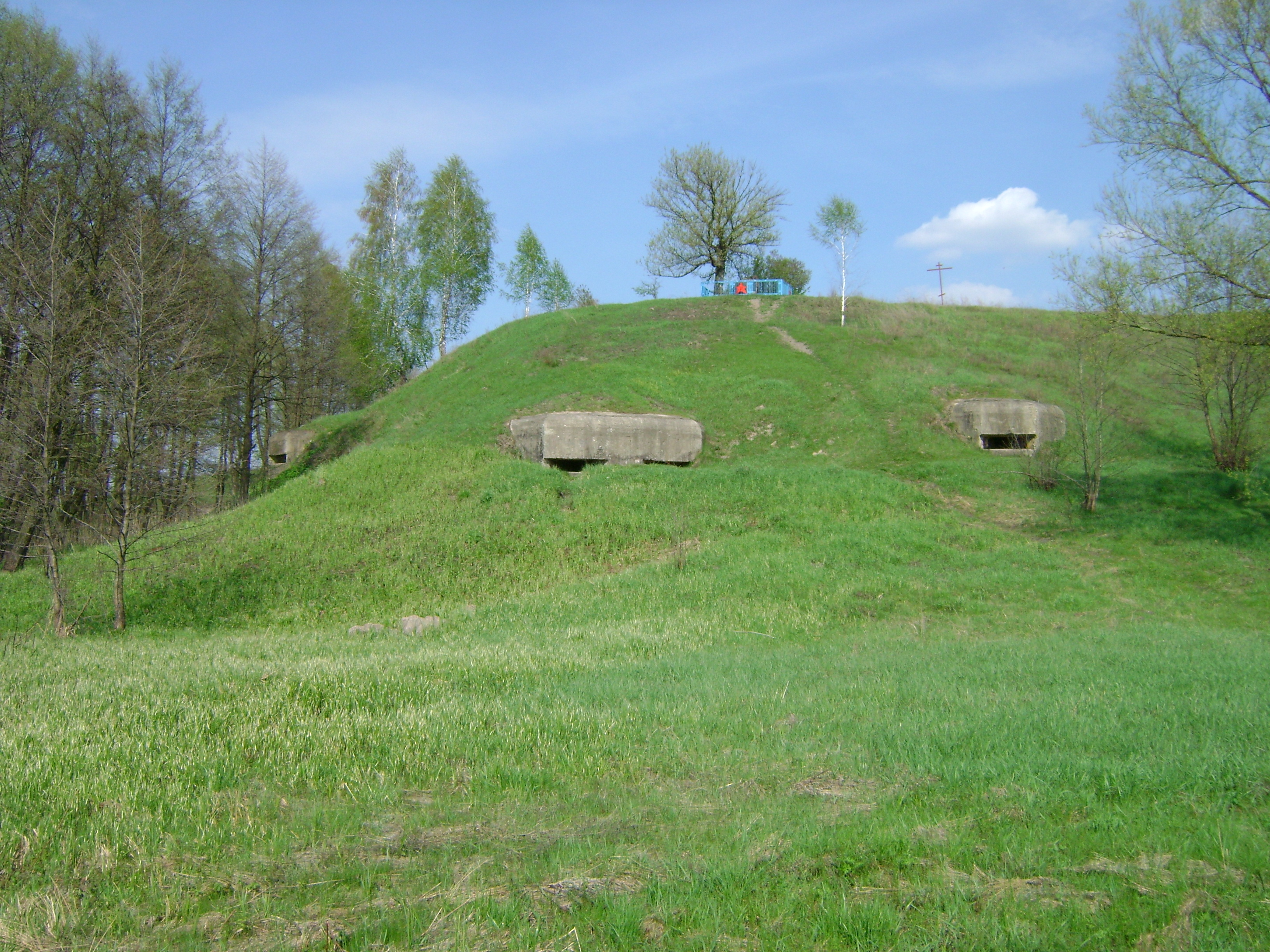
ДОТ №205
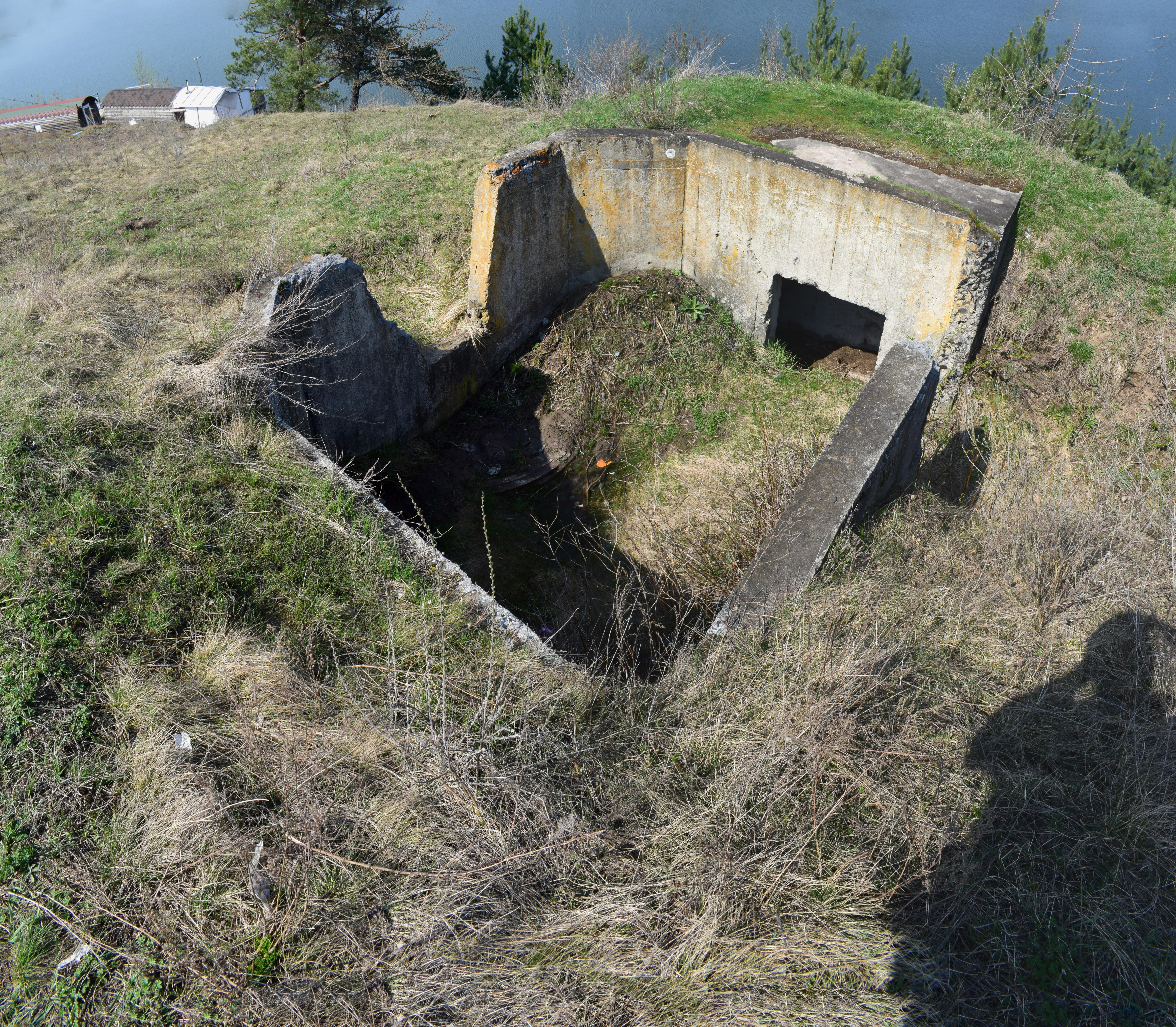
ТАУТ №207
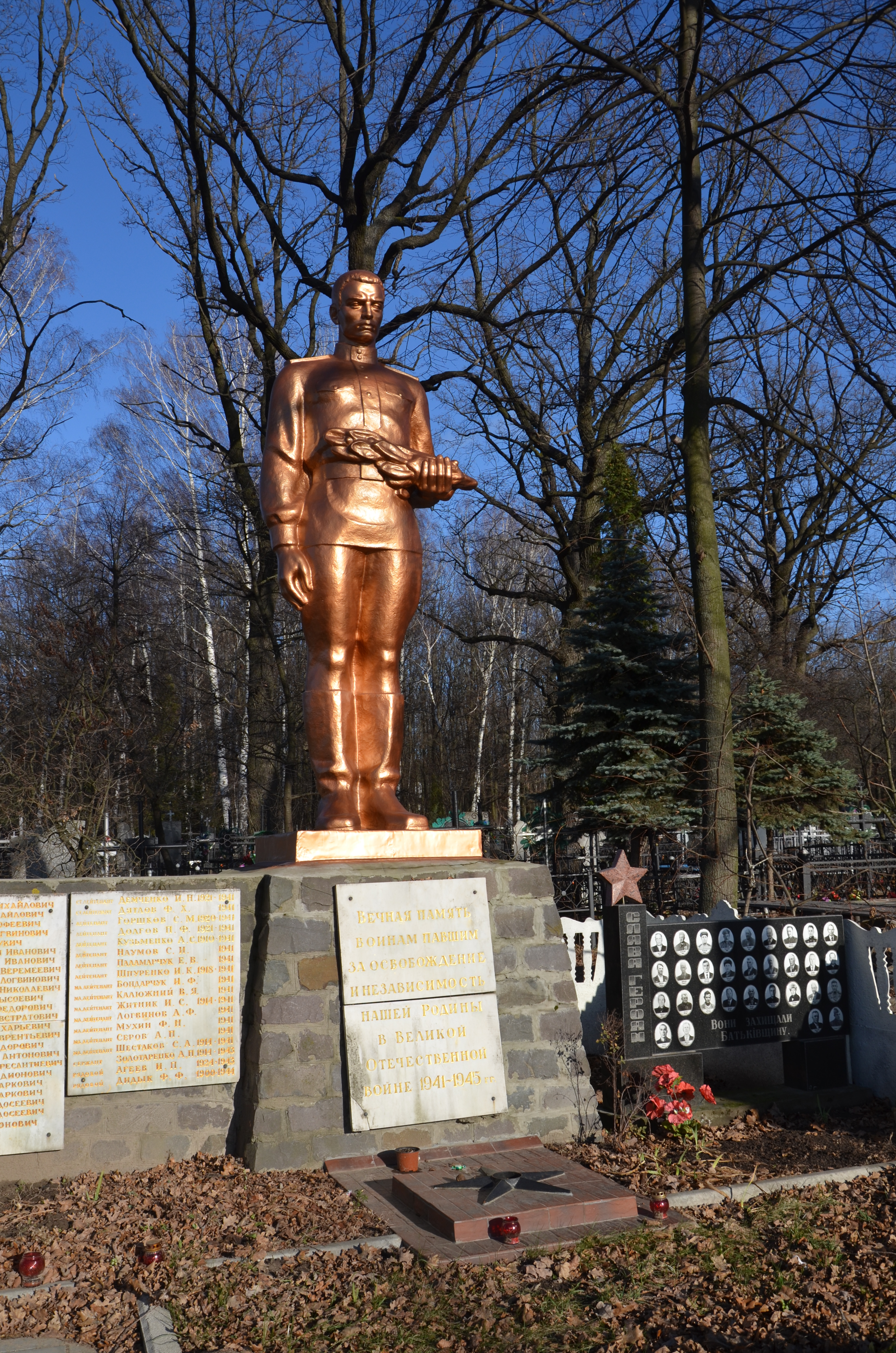
Братская могила солдат Советской Армии, погибших в годы Второй мировой войны
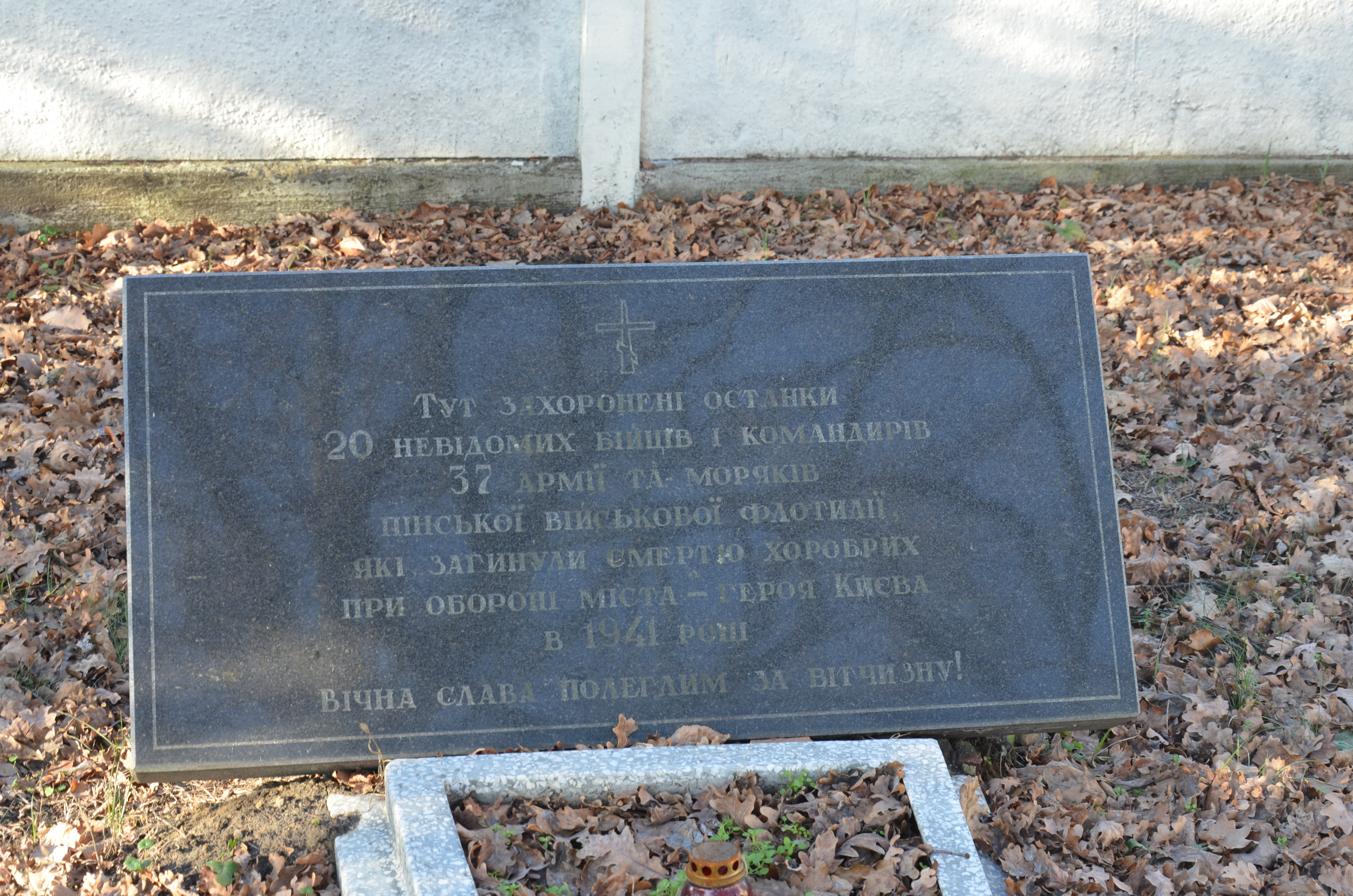
Братская могила солдат Советской Армии, погибших в годы Второй мировой войны
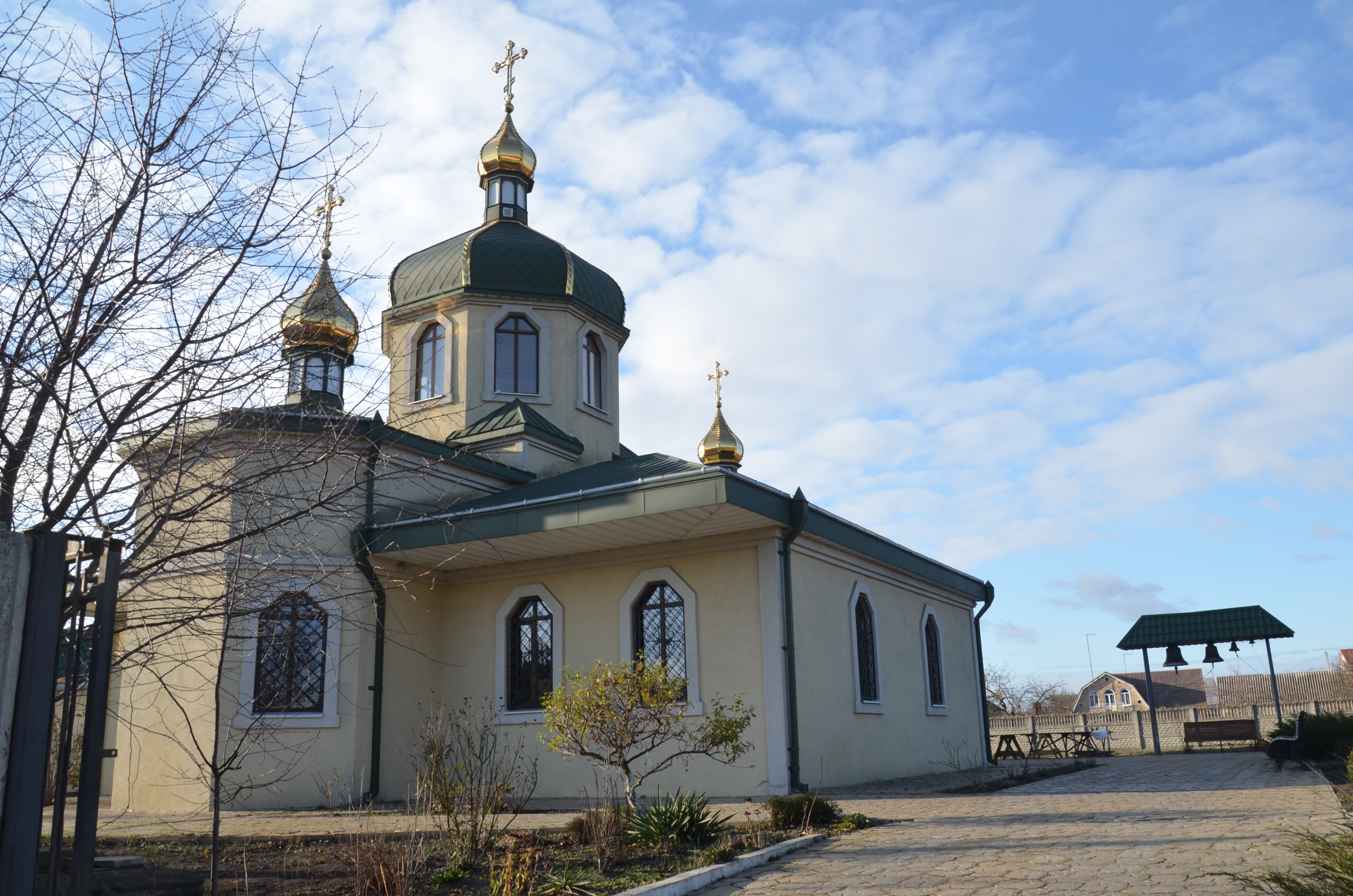
Храм св. Дмитрия Солунского
Пруд Сахравщина на реке Сиверке
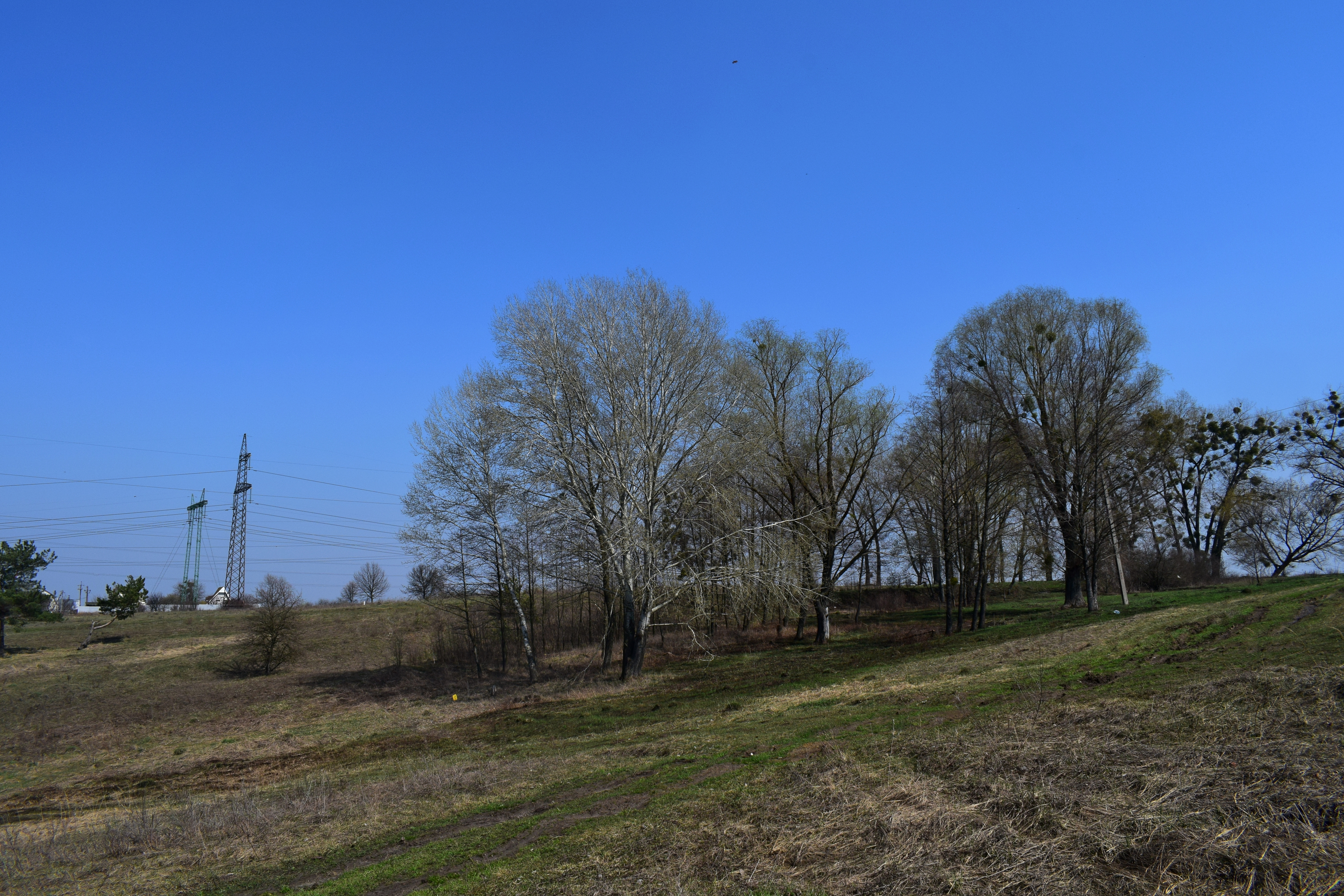
Ландшафтный заказник местного значения «Юривскмй»
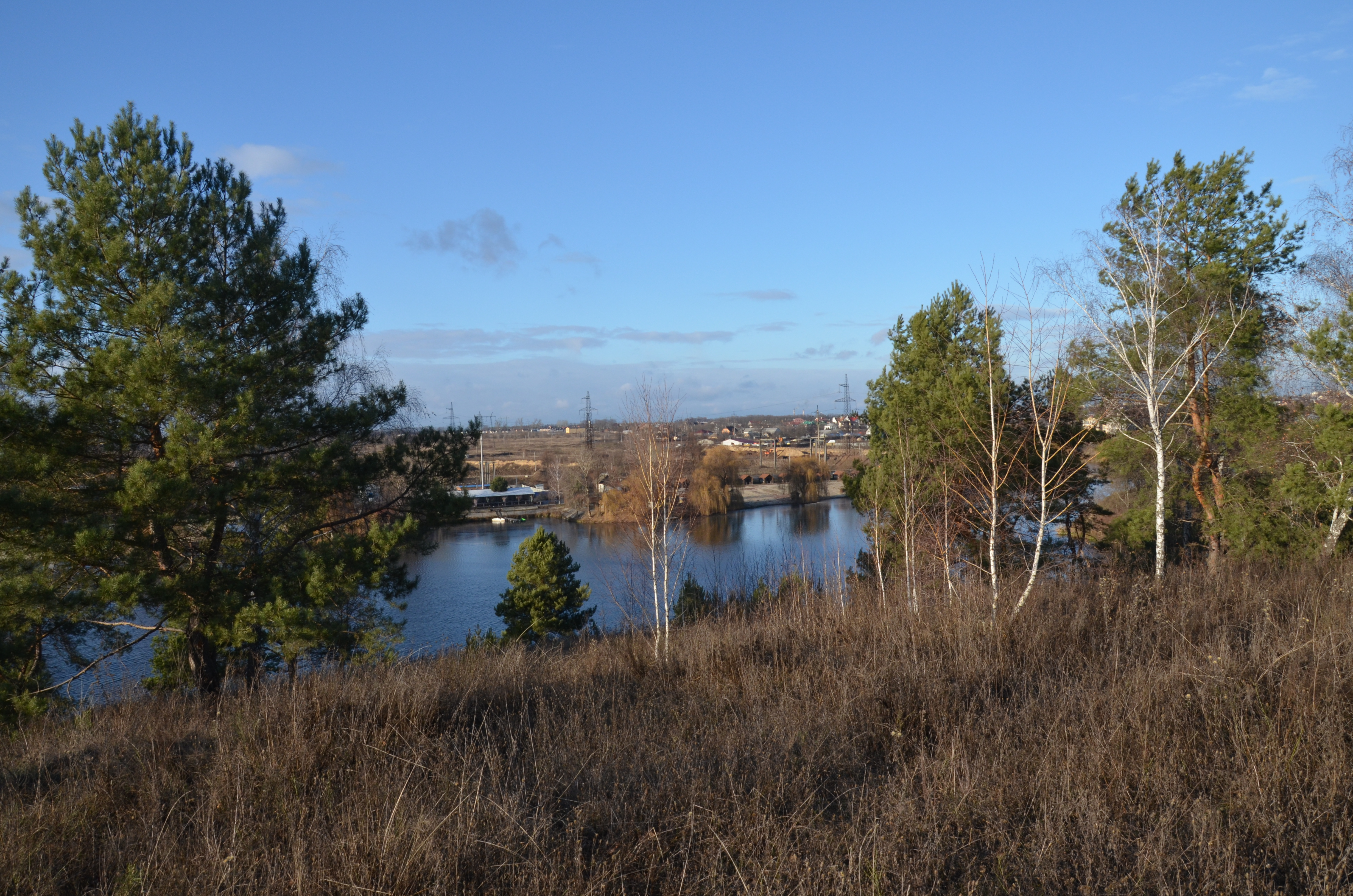
Ландшафтный заказник местного значения «Юривскмй»
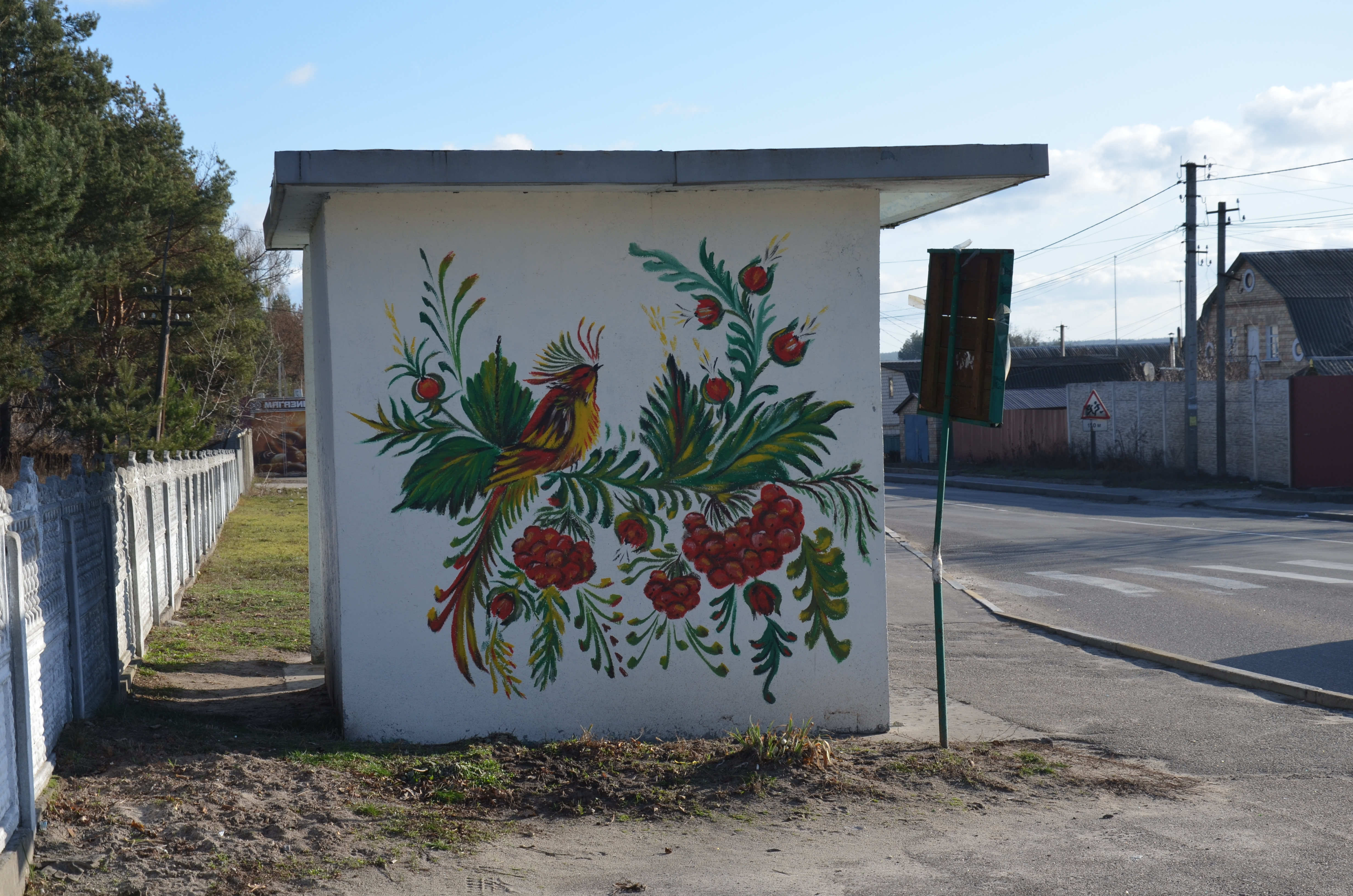
Автобусная остановка
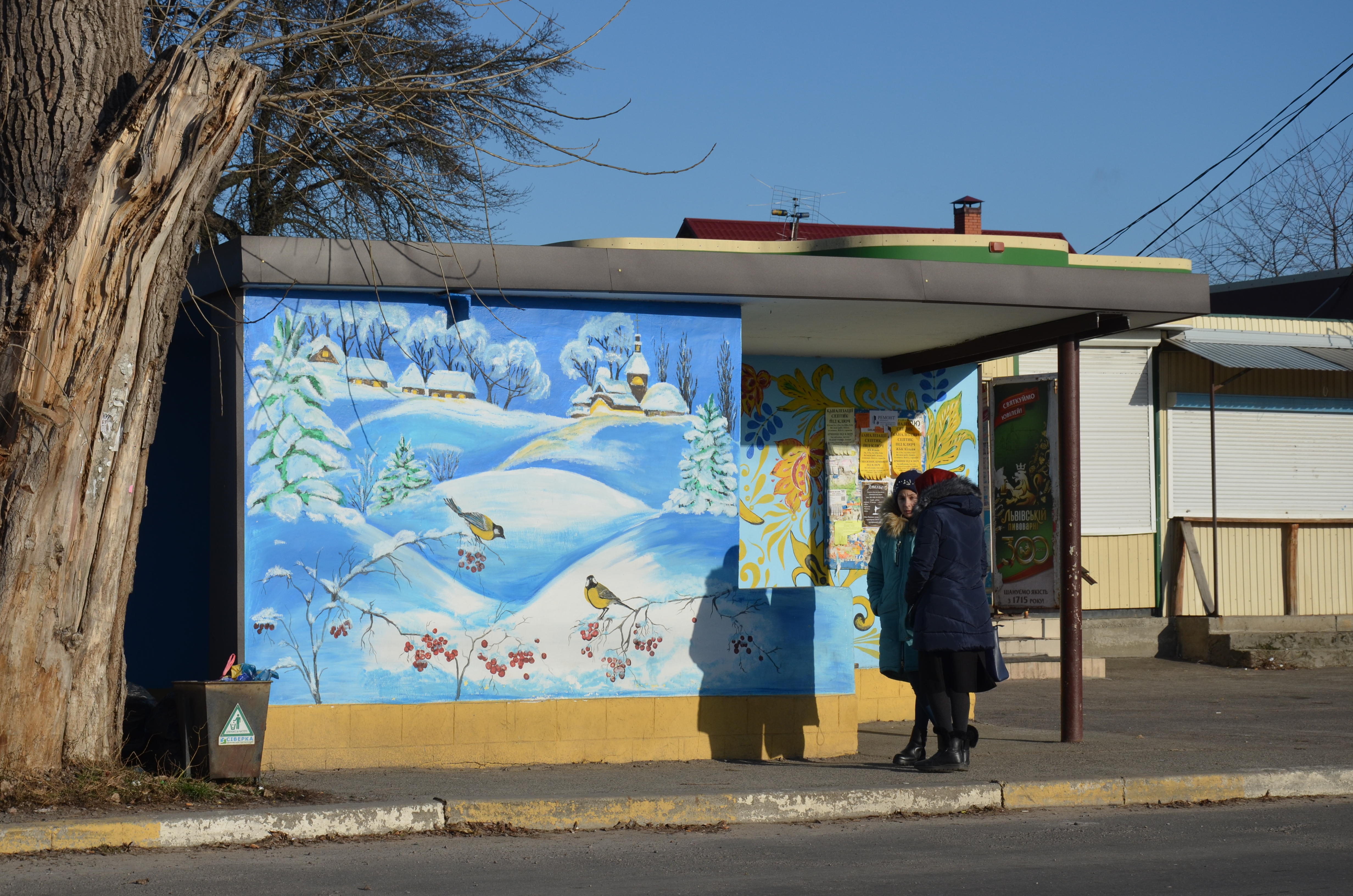
Автобусная остановка